# Anne Duden
Anne Duden, née le 1er janvier 1942 à Oldenbourg, est une écrivaine allemande.

## Biographie
Née pendant la Seconde Guerre mondiale à Oldenbourg en 1942, Anne Duden grandit à Berlin jusqu'en 1944, puis à Ilsenburg (dans le Harz).
En 1953, sa famille fuit en Allemagne de l'Ouest. Anne Duden passe son baccalauréat à Oldenbourg puis travaille en tant que libraire à Berlin. À partir de 1964, elle étudie la littérature allemande, la sociologie et la philosophie à l'Université libre de Berlin. En 1972, elle devient collaboratrice d'une maison d'édition.
Depuis 1978, elle vit comme écrivain indépendant entre Londres et à Berlin. En 1987, elle est professeure invitée de littérature à l'université de Hambourg. En 1995/1996, elle donne des cours de poésie à l'université de Paderborn et en 1996/1997 à l'université de Zurich.
Elle devient membre de l'Académie allemande pour la langue et la littérature, du PEN et membre correspondant de l'Akademie der Wissenschaften und der Literatur Mainz.
Elle est autrice de poésie et de prose dans lesquelles il est souvent question de la violence, la douleur, la peur, le désespoir et la souffrance de l'existence. « Ma mémoire est mon corps », écrit-elle et de poursuivre : « Mon corps est tout troué. La seule chose qui ne passe pas à travers ses mailles, c'est l'amour et le tourment ». L'histoire sombre de l'Allemagne, qu'elle avait vécue durant son enfance, et une agression, qui lui avait brisée mâchoire et dents, l'avaient profondément marquée.

## Œuvre
- 1982 : Übergang
- 1985 : Das Judasschaf
- 1993 : Steinschlag
- 1995 : Wimpertier
- 1995 : Der wunde Punkt im Alphabet
- 1996 : Zungengewahrsam oder Der uferlose Mund des schreienden Schweigens
- 1998 : Lobreden auf den poetischen Satz (avec Robert Gernhardt et Peter Waterhouse)
- 1999 : Hingegend
- 1999 : Zungengewahrsam
- 2001 : Heimaten (avec Lutz Seiler et Farhad Showghi)

### Œuvre traduite en français
- Traversée [« Ubergang »], trad. de Pierre Furlan et Dominique Jallamion, Aix-en-Provence, France, Éditions Alinéa, 1987, 153 p.  (ISBN 2-904631-30-5)

## Principales distinctions
- 2000 : Grand prix littéraire de l'Académie bavaroise des beaux-arts[5]
- 2003 : Prix Heinrich Böll[6]